# Asiacardiochiles eremophilasturtiae
Asiacardiochiles eremophilasturtiae är en stekelart som först beskrevs av Paul C. Dangerfield och Austin 1995.  Asiacardiochiles eremophilasturtiae ingår i släktet Asiacardiochiles och familjen bracksteklar. Inga underarter finns listade.